# Protesty w Maroku
Protesty w Maroku – antyrządowe protesty o charakterze społeczno-politycznym w Maroku. Rozpoczęły się 30 stycznia 2011 roku samospaleniami czterech mężczyzn. Inspiracją do protestów dla Marokańczyków były udane rewolucje w Tunezji i Egipcie.

## Protesty
30 stycznia 2011 czterech mężczyzn w Tangerze dokonało samospalenia. Tego samego dnia w tym mieście doszło do pierwszych wystąpień. Zaniepokojone władze możliwością rozszerzenia się protestu na cały kraj, wprowadziły subsydia na import żywności.
Do powtórnych protestów doszło 20 lutego. Na ulice marokańskich miast, głównie Rabatu i Casablanki wyszło 3 tys. ludzi. Manifestanci domagają się zmiany konstytucji, demokratycznych przemian, oraz rozwiązania rządu i parlamentu. Protest został zorganizowany za pośrednictwem Facebooka przez grupę o nazwie Ruch na rzecz Zmian 20 Lutego. Tego dnia wieczorem pięć osób spłonęło w banku w Al-Husajmie podczas ataku demonstrantów. W ulicznych walkach rany odniosło 128 osób.
9 marca król Muhammad VI w orędziu do narodu obiecał przeprowadzenie demokratycznych reform i nowelizację konstytucji. Zapowiedział oddać część swojej władzy parlamentowi.
Kolejne wielotysięczne demonstracje zwolenników reform (największa w Casablance) odbyły się 24 kwietnia.
29 maja policja rozpędziła demonstracje w Casablance, Sali i Rabacie, których uczestnicy domagali się demokratycznych reform i lepszych warunków życia.
17 czerwca król wygłosił kolejne orędzie do narodu. Mohammed VI obiecał wprowadzenie reform i przekazanie części władzy rządowi i parlamentowi. Zapowiedział także przeprowadzenie 1 lipca referendum w sprawie nowej, demokratycznej konstytucji. W tymże referendum ponad 98% głosujących poparło zmiany konstytucyjne ograniczające władzę króla Maroka na rzecz szefa rządu i parlamentu. Opozycja zarzuciła, iż plebiscyt został sfałszowany.